# سفينيا يونغ
سفينيا يونغ (مواليد 28 مايو 1993) هي ممثلة ألمانية، شاركت في مسلسل الإمبراطورة .

## وصلات خارجية
- سفينيا يونغ على موقع IMDb (الإنجليزية)
- سفينيا يونغ على موقع ميتاكريتيك (الإنجليزية)
- سفينيا يونغ على موقع روتن توميتوز (الإنجليزية)
- سفينيا يونغ على موقع قاعدة بيانات الأفلام العربية
- سفينيا يونغ على موقع ألو سيني (الفرنسية)
- سفينيا يونغ على موقع أول موفي (الإنجليزية)
- سفينيا يونغ على موقع قاعدة بيانات الفيلم (الإنجليزية)
- سفينيا يونغ على موقع ليتربوكسد (الإنجليزية)
- سفينيا يونغ على موقع كينوبويسك (الروسية)